# ای‌اس‌ام
ای‌اس‌ام (انگلیسی: ASM) شرکت صنایع نیم‌رسانای هلندی است، که در سال ۱۹۶۴ توسط آرتور دل پرادو تأسیس شد.